# Pittsford (New York)
Pour les articles homonymes, voir Pittsford.
Ne doit pas être confondu avec Pittsford (village, New York).
Pittsford est une ville du comté de Monroe (New York) dans l'État de New York. Pittsford est une banlieue de la ville de Rochester. Selon le recensement de 2020, la population de la ville est 30 617 habitants. La ville était autrefois une partie de la ville de Northfield, Pittsford a été colonisée en 1789 et a été incorporée en 1796. Le village de Pittsford a été incorporée en 1827. La ville a été nommée par Colonel Caleb Hopkins un héros de la Guerre de 1812, d'après son lieu de naissance Pittsford, Vermont.
Le Canal Érié passe dans la ville.

## Géographie
Selon le Bureau du recensement des États-Unis, la ville a une superficie de 60,6 km² (23,4 mi²), dont 60,1 km² (23,2 mi²) est terre et 0,5 km² (0,2 mi²) est de l'eau.
La ville de Pittsford est situé dans la région du sud-est du comté de Monroe (New York) environ 13 km (8 mi) de la ville de Rochester, New York. La ville de Mendon se trouve au sud,la ville de Perinton à l'est, les villes de Henrietta et Brighton à l'ouest et la ville de Penfield au nord.